# Cryptantha echinosepala
Cryptantha echinosepala là loài thực vật có hoa trong họ Mồ hôi. Loài này được J.F.Macbr. mô tả khoa học đầu tiên năm 1918.